# أليكس روس (كاتب)
أليكس روس (بالإنجليزية: Alex Ross) هو صحفي وكاتب أمريكي، ولد في 1968 في واشنطن العاصمة في الولايات المتحدة.

## وصلات خارجية
- أليكس روس على موقع ميوزك برينز (الإنجليزية)
- أليكس روس على موقع قاعدة بيانات الفيلم (الإنجليزية)